# Azambuja (gemeente)
Azambuja is een plaats en gemeente in het Portugese district Lissabon.
De gemeente heeft een totale oppervlakte van 256 km² en telde 20.837 inwoners in 2001. In Azambuja is een General Motors-fabriek gevestigd.
Luís Manuel Abreu de Sousa werd in 2017 gekozen tot burgemeester.

## Plaatsen in de gemeente
- Alcoentre
- Aveiras de Baixo
- Aveiras de Cima
- Azambuja
- Maçussa
- Manique do Intendente
- Vale do Paraíso
- Vila Nova da Rainha
- Vila Nova de São Pedro

| Bevolkingsgroei (1801 – 2004) | Bevolkingsgroei (1801 – 2004) | Bevolkingsgroei (1801 – 2004) | Bevolkingsgroei (1801 – 2004) | Bevolkingsgroei (1801 – 2004) | Bevolkingsgroei (1801 – 2004) | Bevolkingsgroei (1801 – 2004) | Bevolkingsgroei (1801 – 2004) | Bevolkingsgroei (1801 – 2004) |
| 1801                          | 1849                          | 1900                          | 1930                          | 1960                          | 1981                          | 1991                          | 2001                          | 2004                          |
| ----------------------------- | ----------------------------- | ----------------------------- | ----------------------------- | ----------------------------- | ----------------------------- | ----------------------------- | ----------------------------- | ----------------------------- |
| 3402                          | 3514                          | 11446                         | 14035                         | 18218                         | 19768                         | 19568                         | 20837                         | 21508                         |

## Geboren
- José de Sousa (1974), darter